# Võ Văn Minh
Võ Văn Minh (sinh năm 1972, bí danh Sơn) là chính trị gia người Việt Nam. Ông hiện là Chủ tịch Hội đồng nhân dân TP Hồ Chí Minh sau đợt sắp xếp lại đơn vị hành chính cấp tỉnh năm 2025. Trước đó, tại tỉnh Bình Dương, ông từng giữ chức vụ Phó Bí thư Tỉnh ủy, Chủ tịch Ủy ban nhân dân tỉnh Bình Dương.

## Xuất thân và giáo dục
Võ Văn Minh sinh ngày 10 tháng 12 năm 1972, người dân tộc Kinh, không theo tôn giáo nào, quê quán tại phường Tân Bình, thành phố Dĩ An, tỉnh Bình Dương.
Ông còn có bí danh là Sơn.
Sau khi hoàn thành 12 năm trung học phổ thông, từ tháng 9 năm 1990 đến tháng 10 năm 1995, Võ Văn Minh là sinh viên khoa Điện, Trường Đại học Bách khoa Thành phố Hồ Chí Minh, chuyên ngành Cung cấp điện.
Ông có bằng kĩ sư điện, thạc sĩ chuyên ngành Kinh tế đối ngoại trường Đại học Kinh tế- Luật ( ĐHQG TP.HCM) và Quan hệ kinh tế quốc tế, bằng tiếng Anh trình độ B.

## Sự nghiệp
Sau khi tốt nghiệp đại học Bách khoa Thành phố Hồ Chí Minh, Võ Văn Minh bắt đầu sự nghiệp từ tháng 1 năm 1996 trong vai trò cán bộ, Chuyên viên rồi Phó phòng Ban Quản lý các khu công nghiệp tỉnh Bình Dương đến tháng 3 năm 2000.
Ngày 6 tháng 1 năm 1998, 26 tuổi, Võ Văn Minh gia nhập Đảng Cộng sản Việt Nam, thành đảng viên chính thức ngày 6 tháng 1 năm 1999.
Từ tháng 3 năm 2000 đến tháng 5 năm 2002, Võ Văn Minh đi học cử nhân lí luận chính trị Đảng Cộng sản Việt Nam tập trung tại Học viện Chính trị Quốc gia Hồ Chí Minh.
Sau khi học xong khóa cử nhân lí luận chính trị, từ tháng 5 năm 2002 ông trải qua nhiều nhiều chức vụ khác nhau trong chính quyền, như Bí thư Đoàn khối Cơ quan tỉnh, Phó Bí thư thường trực Tỉnh đoàn - Chủ tịch Hội Liên hiệp thanh niên Việt Nam tỉnh Bình Dương khóa 4, Chỉ huy trưởng Đội Thanh niên xung phong tỉnh Bình Dương.
Từ năm 2008 đến năm 2012, Võ Văn Minh là Bí thư Tỉnh đoàn Đoàn Thanh niên Cộng sản Hồ Chí Minh tỉnh Bình Dương, Ủy viên Ban Chấp hành Trung ương Đoàn.
Từ tháng 10 năm 2010 đến tháng 10 năm 2015, Võ Văn Minh là Tỉnh ủy viên Tỉnh ủy Bình Dương.
Võ Văn Minh là Đại biểu Hội đồng nhân dân tỉnh Bình Dương nhiệm kì 2011-2016, thành viên Ban Kinh tế - Ngân sách Hội đồng nhân dân tỉnh Bình Dương.
Từ tháng 5 năm 2012 đến tháng 8 năm 2013, Võ Văn Minh giữ chức vụ Chủ tịch Ủy ban nhân dân thành phố Dĩ An.
Tháng 8 năm 2013, Võ Văn Minh được phân công làm Trưởng ban Nội chính Tỉnh ủy Bình Dương vừa được thành lập.
Từ tháng 4 năm 2014 đến tháng 11 năm 2015, Võ Văn Minh làm Phó Chủ tịch Ủy ban nhân dân tỉnh Bình Dương.
Từ tháng 7 năm 2015 đến đầu tháng 4 năm 2019, Võ Văn Minh là Ủy viên Ban thường vụ Tỉnh ủy Bình Dương, Bí thư Thành ủy Thủ Dầu Một.
Ngày 3 tháng 4 năm 2019, tại kì họp thứ 9 bất thường của Hội đồng nhân dân tỉnh Bình Dương khóa 9, Võ Văn Minh được 65 trong tổng số 66 đại biểu Hội đồng nhân dân tỉnh Bình Dương bầu giữ chức vụ Chủ tịch Hội đồng nhân dân tỉnh Bình Dương nhiệm kì 2016-2021, thay ông Phạm Văn Cành nghỉ hưu. Lúc này ông được 47 tuổi.
Ngày 14 tháng 10 năm 2020, tại Đại hội Đảng bộ tỉnh Bình Dương lần thứ XI, nhiệm kỳ 2020-2025, ông được bầu làm Phó Bí thư Tỉnh ủy Bình Dương.
Ngày 6 tháng 7 năm 2021, tại Kỳ họp đầu tiên của HĐND tỉnh Bình Dương nhiệm kỳ 2021-2026, ông được bầu làm Chủ tịch Ủy ban nhân dân tỉnh Bình Dương.

## Khen thưởng
- Huân chương Lao động hạng Ba (năm 2012)[1]